# Альчук, Анна Александровна
А́нна Алекса́ндровна Альчу́к (настоящая фамилия — Михальчу́к; 28 мая 1955, Бошняково, Сахалинская область — 23 марта 2008, Берлин) — российская поэтесса, художница, фотограф, мастер видеоинсталляции.

## Биография
С 1973 по 1978 год училась в МГУ. С 1987 по 1988 год издавала самиздатские журналы «Парадигма» (совместно с Глебом Цвелем) и «МДП». В конце 1980-х примкнула к группе московских художников и поэтов — концептуалистов и принимала участие в их первых выставках. Позже выступала с музыкально-поэтическими представлениями, например, с культовым джазовым музыкантом Сергеем Летовым и ансамблем «Три О». Была участницей и организатором многих выставок, музыкально‑поэтических перформансов, поэтических фестивалей как в России, так и за рубежом. В 1994 организовала свой собственный «поэтический ансамбль», в представлениях которого сочетались элементы музыки и поэзии. Считается признанным мастером визуальной поэзией и перформанса. Была также куратором сайта «Женщины и новаторство в России».
Альчук была членом Союза литераторов России, русского ПЕН-клуба, Международной академии зауми (2002). Стихи и визуальные тексты Анны Альчук публиковались в журналах «Черновик», «Новое литературное обозрение». Её статьи и эссе о визуальной поэзии и о современном изобразительном искусстве публиковались в ведущих журналах России, в том числе в журнале «Иностранная литература». Она была редактором‑составителем сборника статей «Женщина и визуальные знаки» (2000). Её тексты переведены на многие языки. Выставки её художественных работ были организованы как в России, так и в Великобритании, Германии, Венгрии и Швеции.
Анна Альчук была одной из обвиняемых в процессе над организаторами выставки «Осторожно, религия!» в музее Сахарова (январь 2003 года), признанной судом оскорбляющей чувства верующих. Процесс над организаторами выставки длился около двух лет. Директор Музея и общественного центра имени Сахарова Юрий Самодуров и сотрудница центра Людмила Василовская были признаны Таганским судом Москвы виновными в разжигании национальной и религиозной вражды (ст. 282 УК РФ); с каждого из них был взыскан штраф в размере ста тысяч рублей. Обвинявшаяся по той же статье Анна Альчук была оправдана.
С ноября 2007 года жила в Берлине вместе с мужем, философом Михаилом Рыклиным. 21 марта 2008 года Анна Альчук, выйдя на прогулку, исчезла. 10 апреля 2008 года её тело было обнаружено в реке Шпрее Похоронена в Москве на Миусском кладбище.

## Награды и премии
- Международная отметина имени отца русского футуризма Давида Бурлюка[8]

## Книги

### Сборники стихов
- Двенадцать ритмических пауз. — М.: Издательство Е. Пахомовой, 1994. — 24 с.
- Сов семь (Стихи 1986—1989). — М.: Издательство Е. Пахомовой, 1994. — 24 с. .
- Движение. — М.: Эслан, 1999. — 52 с.
- не БУ (Стихи 2000—2004). — М.: Библиотека журнала «Футурум АРТ», 2005. — 54 с. — ISBN 5-85511-011-7.
- Anna Altschuk. schwebe zu stand: Gedichte. Berlin: Suhrkamp, 2010 (переводы Габриеле Лойпольд, Генрике Шмидт и Георга Витте). — ISBN 978-3-518-12610-3.
- Собрание стихотворений. — М.: Новое литературное обозрение, 2011. — 352 с. — ISBN 978-5-86793-919-9.

### Антологии
- Поэзия безмолвия (сост. А. Кудрявицкий). — М.: A & B, 1998.

### Эссе
- Женщина и визуальные знаки. Избранные эссе. — М.: 2000. — ISBN 5-7333-0043-4.
- (совместно с Наталией Азаровой) Переписка в форме традиционной японской поэзии. — М.: 2004. — ISBN 5-8163-0063-6.

### Сборники
- Великий Генрих. Сапгир и о Сапгире. (тексты о Генрихе Сапгире). — М.: 2003. — ISBN 5-7281-0736-2.